# 1. deild 1994 (Islanda)
La 1. deild 1994 fu la 83ª edizione della massima serie del campionato di calcio islandese disputata tra il 23 maggio e il 24 settembre 1994 e conclusa con la vittoria del ÍA, al suo quindicesimo titolo e terzo consecutivo.
Capocannoniere del torneo fu Mihajlo Biberčić (ÍA) con 14 reti.

## Formula
Come nella stagione precedente le squadre partecipanti furono dieci e si incontrarono in un turno di andata e ritorno per un totale di diciotto partite.
Le ultime due classificate retrocedettero in 2. deild karla.
Le squadre qualificate alle coppe europee furono quattro: i campioni alla UEFA Champions League 1995-1996, la seconda alla Coppa UEFA 1995-1996, il vincitore della coppa nazionale alla Coppa delle Coppe 1995-1996 e un'ulteriore squadra alla Coppa Intertoto 1995.

## Squadre partecipanti
| Club       | Città          | Stadio | Posizione 1993     |
| ---------- | -------------- | ------ | ------------------ |
| Fram       | Reykjavík      |        | 4°                 |
| ÍBV        | Vestmannaeyjar |        | 8°                 |
| Valur      | Reykjavík      |        | 6°                 |
| KR         | Reykjavík      |        | 5°                 |
| Stjarnan   | Garðabær       |        | 2. deild           |
| Breiðablik | Kópavogur      |        | 2. deild           |
| ÍA         | Akranes        |        | Campione d'Islanda |
| Keflavík   | Keflavík       |        | 3°                 |
| FH         | Hafnarfjörður  |        | 2°                 |
| Þór        | Akureyri       |        | 7°                 |

## Classifica finale
|                    | Pos. | Squadra    | Pt | G  | V  | N | P  | GF | GS | DR  |
| ------------------ | ---- | ---------- | -- | -- | -- | - | -- | -- | -- | --- |
| Islanda (bandiera) | 1.   | ÍA         | 39 | 18 | 12 | 3 | 3  | 35 | 11 | +24 |
|                    | 2.   | FH         | 36 | 18 | 11 | 3 | 4  | 26 | 16 | +10 |
|                    | 3.   | Keflavík   | 31 | 18 | 8  | 7 | 3  | 36 | 24 | +12 |
|                    | 4.   | Valur      | 28 | 18 | 8  | 4 | 6  | 25 | 25 | +0  |
|                    | 5.   | KR         | 27 | 18 | 7  | 6 | 5  | 28 | 20 | +8  |
|                    | 6.   | Fram       | 20 | 18 | 4  | 8 | 6  | 27 | 30 | -3  |
|                    | 7.   | Breiðablik | 20 | 18 | 6  | 2 | 10 | 23 | 35 | -12 |
|                    | 8.   | ÍBV        | 19 | 18 | 4  | 7 | 7  | 22 | 29 | -7  |
|                    | 9.   | Þór        | 14 | 18 | 3  | 5 | 10 | 27 | 38 | -11 |
|                    | 10.  | Stjarnan   | 11 | 18 | 2  | 5 | 11 | 18 | 39 | -21 |

Legenda:
      Campione d'Islanda e qualificato in Coppa UEFA
      Qualificato in Coppa delle Coppe
      Qualificato in Coppa UEFA
      Ammesso all'Intertoto
      Retrocesso in 2. deild karla
Note:
Tre punti a vittoria, uno a pareggio, zero a sconfitta.

### Verdetti
- ÍA Campione d'Islanda 1994
- FH qualificato alla Coppa UEFA
- KR qualificato alla Coppa delle Coppe
- Keflavík qualificato alla Coppa Intertoto
- Þór e Stjarnan retrocesse in 2. deild karla.